# Warwara Baryszewa
Warwara Borisowna Baryszewa (ros. Варвара Борисовна Барышева; ur. 24 marca 1977 w Leningradzie) – rosyjska łyżwiarka szybka, brązowa medalistka olimpijska.

## Kariera
Największy sukces w karierze Warwara Baryszewa osiągnęła w 2006 roku, kiedy wspólnie z Jekatieriną Abramową, Jekatieriną Łobyszewą, Galiną Lichaczową i Swietłaną Wysokową zdobyła brązowy medal w biegu drużynowym podczas igrzysk olimpijskich w Turynie. W startach indywidualnych była jedenasta w biegu na 1000 m i dwudziesta na dystansie 1500 m. Na rozgrywanych cztery lata wcześniej igrzyskach w Salt Lake City jej najlepszym wynikiem było piąte miejsce w biegu na 5000 m. Startowała także na igrzyskach olimpijskich w Nagano w 1998 roku, zajmując między innymi dziesiąte miejsce w biegu na 1500 m. Nigdy nie zdobyła medalu mistrzostw świata, jej najlepszym wynikiem było piąte miejsce wywalczone podczas wielobojowych mistrzostw świata w Heerenveen w 2005 roku. W tym samym roku była też piąta na mistrzostwach Europy w Erfurcie. Wielokrotnie startowała w zawodach Pucharu Świata, ale nigdy nie stanęła na podium. Najlepsze rezultaty osiągała w sezonie 2000/2001, kiedy była szósta w klasyfikacji końcowej 1500 m.